# Collines Gemini
Les collines Gemini sont un ensemble de trois sommets peu élevés en Abitibi, au Canada.

## Géographie
Faisant partie du bouclier canadien, les collines Gemini ont une altitude variant entre 370 et 380 mètres. À l'est du lac Chicobi, la rivière Desboues longe son flanc ouest.
La montagne est située au nord-ouest de Berry sur le territoire non organisé de Lac-Chicobi.